# HD 147506
Hunor eller HD 147506 är en ensam stjärna belägen i den norra delen av stjärnbilden Herkules. Den har en skenbar magnitud av ca 8,71 och kräver åtminstone en stark handkikare eller ett mindre teleskop för att kunna observeras. Baserat på parallax enligt Gaia Data Release 2 på ca 7,8 mas, beräknas den befinna sig på ett avstånd på ca 418 ljusår (ca 128 parsek) från solen. Den rör sig bort från solen med en heliocentrisk radialhastighet på ca 4,5 km/s.

## Nomenklatur
HD 147506 gavs, på förslag av Ungern, namnet Hunor i NameExoWorlds-kampanjen under 100-årsjubileet för IAU. Hunor var en legendarisk förfader till hunorna och den ungerska nationen och bror till Magor (namnet på planeten HD 147506 b).

## Egenskaper
HD 147506 är en gul till vit stjärna i huvudserien av spektralklass F8 V. Den har en massa som är ca 1,3 solmassor, en radie som är ca 1,7 solradier och har ca 3,6 gånger solens utstrålning av energi från dess fotosfär vid en effektiv temperatur av ca 6 400 K.
Förutom att vara en planetär transitvariabel har stjärnan pulseringar orsakade av planeten. Detta är det första kända fallet av en planet som ger pulsationer i dess värdstjärna. Amplituden är mycket liten eller ungefär 40 ppm. Pulseringarna motsvarar exakta harmonier av planetens omloppsperiod, vilket tyder på att de beror på tidvatteneffekt.

## Planetsystem
Objektet HAT-P-2b var vid dess upptäckt den tyngsta transiterande exoplaneten med en massa av nästan 9 gånger Jupitermassan och en uppskattad yttemperatur på ca 900 K. Med en omloppsperiod av 5,6 dygn, skiljer sig denna planet från någon tidigare upptäckt transiterande planet. Dess excentricitet i kretsloppet är mycket stor ( ca 0,5). Eftersom tidvatteneffekter borde ha minskat planetens excentricitet spekulerades det om att en annan massiv planet kan finnas utanför banan för HAT-P-2b och vara i omloppsresonans med HAT-P-2b. Ytterligare mätningar gjorda under sex år visar en långsiktig linjär trend i radialhastighetsdata som överensstämmer med en följeslagare på ca 15 Jupitermassor eller större. Adaptiva bilder tagna vid Keck-observatoriet kombinerade med radialhastighetsdata visar följeslagarens maximala massa motsvarar en dvärgstjärna spektraltyp M.
Planeten upptäcktes av HATN:et-projektet och forskarna där bedömde planeten vara 10 - 20 procent större än Jupiter. Denna upptäckt är viktig eftersom den ger ytterligare stöd för den befintliga teorin om planetarisk struktur.